# Cicerones de Buenos Aires
Cicerones de Buenos Aires és el nom d'una organització sense ànim de lucre que ofereix visites guiades i informació als visitants de Buenos Aires, Argentina. L'entitat, inspirada en iniciatives similars dels Estats units, va ser fundada el maig de 2001 per residents de Buenos Aires que volien millorar la imatge de la ciutat. El 2004 l'entitat comptava amb 40 col·laboradors i havia assessorat 200 turistes. Cicerones és derivat del terme cicerone, i significa guia turístic. Per formar part de Cicerones de Buenos Aires cal conèixer indrets que estiguin fora dels circuits turístics tradicionals. El servei que ofereixen és gratuït però accepten donatius.